# Freshlyground
Freshlyground est un groupe sud-africain, originaire du Cap. Il est formé en 2002 au Cap. Ses membres sont issus d'Afrique du Sud, du Mozambique et du Zimbabwe.

## Histoire

### Débuts (2003)
Freshlyground sort son premier album Jika Jika au début de 2003. Le grand succès de cet album lance leur carrière et leur bâtit une réputation de révélation dans la scène sud-africaine. L’invitation du groupe à participer au « Harare International Festival of the Arts » au Zimbabwe et au « Robben Island African Festival » dans la région du Cap leur offre une bonne couverture médiatique.

### Nomvula(2004–2006)
Au début de l'année 2004, Freshlyground participe à l'ouverture de Parlement d'Afrique du Sud en se produisant devant le président Thabo Mbeki lors d'une manifestation organisée pour célébrer les dix ans de démocratie en Afrique du Sud. Lors du Harare International Festival of the Arts (HIFA), Freshlyground se produit en compagnie du musicien zimbabwéen Oliver Mtukudzi, lui aussi célèbre pour ses diverses fusions de genres musicaux africains. Le groupe joue également aux côtés de Miriam Makeba, de Stanley Clarke et de Femi Kuti au North Sea Jazz Festival, qui s'est tenu en avril 2004 au Cap. En juillet 2004, Freshlyground rompt avec le studio d'enregistrement avec lequel ils avaient travaillé dur sur l'album alors inédit Nomvula. Le groupe profite de cet interlude pour participer au festival de « Villa Celimontana » à Rome. Fin 2004, Freshlyground sort l'album Nomvula. L'album atteint le double album de platine en Afrique du Sud. Le succès initial est largement dû au titre Doo Be Doo qui a eu beaucoup de succès[réf. nécessaire]. Ce titre a été repris en indonésien par Gita Gutawa.
D'autres morceaux jouiront par la suite d'une grande popularité, tels que le titre Nomvula et I'd Like, qui a battu les records dans les classements en restant notamment Numéro 1 du Top 40 de la station de radio 5FM durant plusieurs semaines.

### Tournées et CDM de football (2006–2007)
Freshlyground fait en 2006 une tournée internationale qui les mène du Jardin botanique national Kirstenbosch à l'Europe, avec des dates en Allemagne, Belgique, Pays-Bas, Allemagne, Royaume-Uni, France et Italie.
En juillet 2006, Freshlyground participe à la cérémonie officielle de remise de la Coupe du monde de football de 2006 en Allemagne, au titre de représentant du pays hôte de la Coupe du Monde suivante prévue en Afrique du Sud. Le groupe se produit lors de la cérémonie de clôture de la Coupe du Monde, et partage alors la scène avec Johnny Clegg et Sibongile Khumalo.

### Ma' Cheriet dernières sorties (depuis 2007)
Le troisième album de Freshlyground, Ma' Cheri, sort le 3 septembre 2007. Cet album est produit par JB Arthur et Victor Masondo et est enregistré au Cap. Le premier single est Potbelly, suivi de Fired Up et Desire.
En mai 2010 paraît le quatrième album studio du groupe intitulé Radio Africa, porté par le single Fire is Low. Quelques semaines après sa sortie, l'album est certifié disque d'or en Afrique du Sud. Le 23 janvier 2010, Freshlyground joue lors de l'inauguration du nouveau Cape Town Stadium, où se sont affrontés les clubs de football locaux Ajax Cape Town Football Club et Santos Cape Town Football Club. La chanson Waka Waka (This Time for Africa) du groupe Freshlyground et de Shakira, sorti le 26 avril 2010, est la chanson officielle de la Coupe du monde de football 2010. Le morceau est inspiré d'une célèbre chanson makossa du groupe camerounais Golden Sounds intitulée Zangaléwa qui avait connu le succès en Colombie en 1987. Ils interprètent ce titre le 10 juin 2010 lors du concert d'ouverture du Mondial de football au stade d'Orlando à Soweto et à nouveau durant la cérémonie de clôture du tournoi qui s'est déroulée le 11 juillet 2010 dans le stade Soccer City dans le quartier de Soweto.
Pour fêter leurs dix ans de groupe en 2012, les membres du groupe Freshlyground ont fait une tournée à travers l'Afrique du Sud. Parmi tous ces concert, quelques-uns étaient gratuits. Take Me to the Dance, leur cinquième album, sorti le 22 octobre 2012 en Afrique du Sud. 
L'album The Legend sort en 2013. La violoniste Kyla-Rose Smith déclare sur le site web du groupe que « cCet album capture l'émotion, la passion et l'énergie de nos concerts. Nos concerts ont toujours été à la base de notre popularité. « .

## Style musical
Le style musical de Freshlyground est une fusion de musiques africaines traditionnelles telles que le kwela et la musique folk africaine, de blues, de jazz et de variété, qui incorpore aussi des éléments de rock indépendant. La chanteuse principale de Freshlyground est Zolani Mahola, dont la voix caractéristique contribue largement au son unique du groupe.

## Distinctions

### South African Music Awards (SAMA)
En 2005, Freshlyground y est nommé trois fois ; le groupe n'a cependant rien gagné, les récompenses revenant à des artistes à succès tels Zola et Simphiwe Dana. En 2008, Freshlyground remporte quatre SAMA aux South African Music Awards, pour « Album de l'année », « meilleur duo/groupe », « meilleur ingénieur » et « meilleur album contemporain pour adultes en anglais »

### MTV Europe Music Awards
Freshlyground se voit décerner le meilleur groupe africain le 2 novembre 2006 lors de la cérémonie des MTV Europe Music Awards à Copenhague. Cela fait de ce groupe les premiers Sud-africains à avoir jamais été récompensés par MTV.

### Channel O Music Video Awards
En 2008, Freshlyground est désigné comme meilleur groupe dans la catégorie « Afrique australe ».

## Membres
- Zolani Mahola – chant
- Simon Attwell – flûte, mbira, harmonica
- Peter Cohen – batterie
- Kyla-Rose Smith – violon, chant
- Julio « Gugs » Sigauque – guitare
- Josh Hawks – basse, chant
- Aron Turest-Swartz – piano, percussions, chant
- Shaggy Seredeal Scheepers – piano, clavier